# Maximilian Wischak
Maximilian Wischak, auch Maximilian Wisshack bzw. Maximilian Wysschock (* um 1500 in Schaffhausen; † vor 1556 in Basel), war ein Schweizer Maler und Glasmaler.

## Leben
Wischak war der jüngere Sohn des Malers Gregor († 1506) und der Anna, geborene Wick. Sein Bruder war der in Neuenburg lebende Maler Augustin Wischak. 1525 wurde Wischak Bürger von Baden. Wegen seines lutherischen Glaubens gab er das Bürgerrecht 1534 wieder auf. Im gleichen Jahr bemalte er im benachbarten Kloster Königsfelden das Gewölbe mit Pflanzenornamenten und die Kanzlei. Am 5. September 1534 wurde Wischak Bürger von Basel und trat 1535 als Maler der Zunft «zum Himmel» bei. 1541 wurde er Stubenmeister seiner Zunft. Als Glasmaler schuf Wischak verschiedene Standes- und Wappenscheiben u. a. im Auftrag des Chorherrn zu Basel, Matthäus von Eptingen zu Waldighofen († 1544) und für die Familie von Eptingen auf Blochmont im Elsass. Wischak heiratete 1545 Anna, geborene Rickenbacher, und war mit Hieronymus Lang befreundet.